# Botryobasidium ponderosum
Botryobasidium ponderosum ist eine Ständerpilzart aus der Familie der Traubenbasidienverwandten (Botryobasidiaceae). Sie bildet resupinate, spinnwebartige Fruchtkörper aus, die auf Totholz von Gelb-Kiefern wachsen. Das Verbreitungsgebiet von Botryobasidium ponderosum umfasst den Südosten Kaliforniens. Die Anamorphe der Art ist unter dem Namen Haplotrichum ponderosum bekannt.

## Merkmale

### Makroskopische Merkmale
Botryobasidium ponderosum besitzt hellgraue bis schmutzigweiße, gespinstartige und dünne Fruchtkörper, die resupinat (also vollständig anliegend) auf ihrem Substrat wachsen und unter der Lupe leicht netzartig erscheinen.

### Mikroskopische Merkmale
Wie bei allen Traubenbasidien ist die Hyphenstruktur von Botryobasidium ponderosum monomitisch, besteht also ausschließlich aus generativen Hyphen, die sich rechtwinklig verzweigen. Die Basalhyphen sind gelb, meist 7–8 µm breit, dickwandig und nicht inkrustiert. Die 4–6 µm dicken Subhymenialhyphen sind fast hyalin und dünnwandig. Die Art verfügt wie fast alle Traubenbasidien nicht über Zystiden, allerdings über Schnallen an allen Septen. Die sechs- bis achtsporigen Basidien der Art wachsen in Nestern, werden 7,5–10 × 4–5 µm groß und annähernd urnenförmig. Die Sporen sind schiffchenförmig und meist 6–7,5 × 2,5–3 µm groß. Sie sind hyalin, glatt und dünnwandig.

## Verbreitung
Die bekannte Verbreitung von Botryobasidium ponderosum umfasst den Südosten Kaliforniens, wo sie insbesondere in den Black Fountains vorkommen.

## Ökologie
Botryobasidium ponderosum ist ein Saprobiont, der auf dem Totholz von Gelb-Kiefern (Pinus ponderosa) wächst. Sie fruktifiziert in den Zwischenräumen von braunfaulen, aufgerissenen Holzstücken dieser Art.